# Trixie Gardner, Baroness Gardner of Parkes

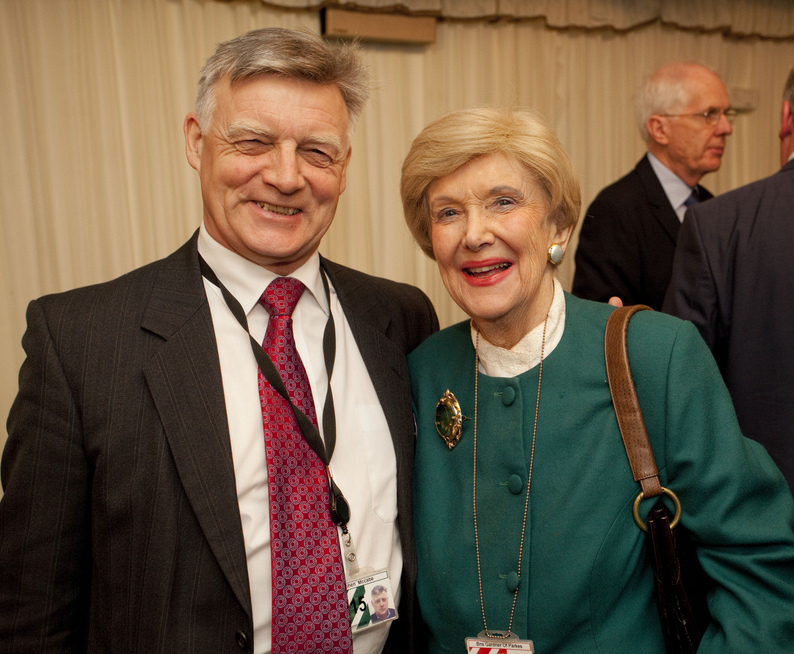
Rachel Gardner mit Steve McCabe, 2011.

Rachel Trixie Anne Gardner, Baroness Gardner of Parkes, AM, FRSA (* 17. Juli 1927 in Parkes; † 14. April 2024) war eine in Australien geborene Zahnärztin sowie britische Politikerin der Conservative Party und Life Peeress. Sie war die einzige australische Frau, die einen solchen Titel erhielt.

## Leben und Karriere
Gardner wurde in Parkes als Rachel (Trixie) McGirr geboren, als Tochter von Greg McGirr, einem früheren Vorsitzendem der New South Wales Labor Party (März–Juli 1923) und Rachel Miller. Sie besuchte das Monte Sant Angelo Mercy College in Sydney.
Gardner war Zahnärztin. Sie schloss 1954 an der University of Sydney mit einem Bachelor of Dental Surgery (BDS) ab und studierte später am Cordon Bleu de Paris. Sie war von 1968 bis 1978 Councillor des Stadtrates (City Council) von Westminster und von 1987 bis 1988 Bürgermeisterin (Lady Mayoress).
Bei den Wahlen zum britischen House of Commons 1970 trat sie erfolglos für die Conservative Party gegen Barbara Castle von der Labour Party im Wahlkreis Blackburn und 1974 erneut erfolglos gegen John Pardoe von der Liberal Party im Wahlkreis North Cornwall an. 1971 wurde sie Friedensrichterin für Nord-Westminster, was sie bis 1997 blieb.
Von 1970 bis 1973 war Gardner Mitglied des Greater London Council für Havering und von 1977 bis 1986 für Enfield-Southgate.
Beim National Heart Hospital war sie von 1974 bis 1990 Direktorin (Governor). Von 1974 bis 1997 gehörte sie dem Industrial Tribunal Panel for London an. Von 1978 bis 1982 war sie Vorsitzende (Chairman) des Aufsichtsrates (Board) der European Union of Women. Im gleichen Zeitraum war sie stellvertretende Vorsitzende der Conservative Party als Vertreterin der Frauen.
Gardner war von 1982 bis 1988 britische Repräsentantin bei der UN-Kommission zum Status der Frauen. Von 1984 bis 1990 war sie Mitglied des London Electricity Board. Sie war Direktor der Gateway Building Society von 1987 bis 1988 und der Woolwich Building Society von 1988 bis 1993. Von 1985 bis 1990 war Gardner Vizepräsidentin der Building Societies Association und von 1990 bis 2002 beim National House Building Council.
Sie war stellvertretende Vorsitzende des NE Thames RHA von 1990 bis 1994 und Vorsitzende der britischen Plan International von 1989 bis 2003. Von 1993 bis 1996 war sie Vorsitzende des Suzy Lamplugh Trust und von 1994 bis 1997 beim Royal Free Hampstead NHS Trust. Von 1992 bis 1998 war sie Mitglied des Treuhandrates (Trustee) des Parliamentary Advisory Council on Transport Safety.
1993 wurde sie Mitglied der The Cook Society UK, wo sie 1996 Vorsitzende war.

## Mitgliedschaft im House of Lords
Gardner wurde am 19. Juni 1981 zur Life Peeress als Baroness Gardner of Parkes, of Southgate in Greater London and of Parkes in the State of New South Wales and Commonwealth of Australia, ernannt. Sie wurde für ihre Arbeit in der kommunalen Verwaltung innerhalb von 20 Jahren ernannt, als erste australische Frau. Ihre Antrittsrede im House of Lords hielt sie am 29. Juni 1981.
Als Themen von politischem Interesse nannte sie auf der Webseite des Oberhauses Transport, Wohnungsbau, Gesundheit, Planung und Energie. Als Staaten von Interesse nannte sie die Staaten des Commonwealth, Lateinamerikas und Skandinaviens.
Von 1999 bis 2002 war sie Deputy Chair of Committees und Deputy Speaker.
Von 2003 bis 2005 gehörte sie dem Info Select Committee an. Ab 2005 war sie Mitglied des Delegated Powers Committee. Im Oktober 2011 kam es zu einer Diskussion über Pedal-betriebene Dreiräder, bei der Gardner auf die Gefahren hinwies.

## Ehrungen
1956 erhielt sie ihr Diplom von der Cordon Bleu Paris. 1997 wurde sie Ehrendoktor (Hon Dr) der Middlesex University.
Von 2003 bis 2007 war sie Ehrenvizepräsidentin der Frauensektion der British Legion. Am 4. April 2007 wurde sie Honorary Fellow der University of Sydney.
2010 erhielt Gardner den Alumni Award for International Achievement der University of Sydney.

## Familie
Ihr Onkel James McGirr war Labour-Premier von 1947 bis 1952 New South Wales. Ihr Neffe Jack McGirr ist als Zahnarzt in Lane Cove tätig und ein früherer Bürgermeister dort. Ein anderer Neffe ist ein Anwalt und war ein von der National Party of Australia unterstützter Kandidat bei einer Wahl in New South Wales.
Ihr Ehemann war Kevin Gardner (1930–2007). Er wurde ebenfalls in Australien geboren. Er besuchte das Waverley College und gewann ein Stipendium für die University of Sydney, um Zahnmedizin zu studieren. 1954 gewann er den Arnott Prize für Oralchirurgie. Er verbrachte ein Jahr als Mitglied des Lehrpersonals am Sydney Dental Hospital, bevor er 1955 nach London kam. Er heiratete 1956 Trixie McGirr in Paris und sie richteten sich in London ein. Im Mai 1982, ein Jahr nachdem sie ins House of Lords eingetreten war, wurde er ins Westminster City Council gewählt, wo sie seit 1968 Councillor war. Er war der erste Australier, der Lord Mayor der City of Westminster wurde. 2006 wurde er im Alter von 75 Jahren als Councillor wiedergewählt.
Ihr katholischer Glaube war in beider Leben bedeutend. Sie hatten drei Töchter, von denen eine (Joanna) von 2008 bis 2009 Bürgermeisterin (Lady Mayoress) des Royal Borough of Kensington and Chelsea in London war. Kevin Gardner starb im Februar 2007.
Trixie Gardner kann ihre Wurzeln zurück nach Irland verfolgen und John McGirr, ein Einwohner von Moneen, Louisburg in Co Mayo der Mary O’Sullivan aus North Cork heiratete. James und Marys Sohn Gregory († 1949) war Baroness Gardners Vater.

## Weitere Ämter
Von 1966 bis 1971 war sie Mitglied des Inner London Executive Council NHS und von 1968 bis 1976 beim Standing Dental Advisory Committee for England and Wales. Von 1974 bis 1981 gehörte sie der Westminster, Kensington and Chelsea Area Health Authority und von 1980 bis 1989 dem Department of Employment's Advisory Committee on Women's Employment an.
Von 1980 bis 1982 war sie Mitglied des North Thames Gas Consumer Council. Von 1984 bis 1986 und von 1987 bis 1991 gehörte sie dem General Dental Council an. Bis 1997 gehörte sie der Executive der Interparlamentarischen Union an und hat diese Funktion erneut seit 2008. Von 2000 bis 2002 war sie britische Repräsentantin beim Euro-mediterranen Frauenforum.